# Marvin Mims
Marvin Mims Jr. (Frisco, Texas; 19 de marzo de 2002), más conocido como Marvin Mims, es un jugador profesional estadounidense de fútbol americano que se desempeña en la posición de wide receiver en Denver Broncos, en la National Football League (NFL).

## Carrera
Hizo su debut profesional con el equipo Denver Broncos y lleva jugando una temporada, ya que comenzó en el 2023.